# Бадин (район Банска-Бистрица)
Бадин (словац. Badín) — деревня района Банска-Бистрица Банскобистрицкого края Словакии.
Расположена в центральной Словакии, в районе горного массива Кремницке Врхи, части Словацкого Стредогорья, в 10 км от города Банска-Бистрица и в 10 км от города Зволен.
Рядом находится один из старейших природных заповедников Словакии «Бадинский пралес», объект всемирного наследия ЮНЕСКО.
Население — 1 831 житель (31.12.2011).

## История
Первое письменное упоминание относится к 1242 году.

## Население
| Год:                | 1994 | 2004    | 2014     | 2024     |
| ------------------- | ---- | ------- | -------- | -------- |
| Количество человек: | 1581 | 1694    | 1928     | 2152     |
| Разница:            |      | +7,14 % | +13,81 % | +11,61 % |